# Duineser Elegien
De Duineser Elegien is een verzameling van tien elegieën geschreven door de Boheems-Oostenrijkse dichter Rainer Maria Rilke. Rilke begon met het schrijven van de elegieën in 1912 tijdens zijn verblijf in Kasteel Duino aan de Adriatische Zee, op uitnodiging van Prinses Marie von Thurn und Taxis. De gedichten, intens religieuze en mystieke verkenningen met symboliek van engelen en verlossing, werden pas in 1923 gepubliceerd en zijn toegewijd aan Prinses Marie.
De creatie van de Duineser Elegien was een langdurig proces dat werd onderbroken door Rilke's periodes van ernstige depressie, gedeeltelijk gerelateerd aan gebeurtenissen tijdens de Eerste Wereldoorlog en zijn militaire dienst. Na een periode van intensief schrijven voltooide Rilke de collectie in februari 1922 tijdens zijn verblijf in Château de Muzot in Veyras, Zwitserland.
De ontvangst van de Duineser Elegien na de publicatie in 1923 was gemengd, maar over het algemeen positief. Sommige tijdgenoten en critici uit de jaren twintig vonden het werk uitdagend en complex. De complexe symboliek en diepe filosofische overpeinzingen in de gedichten maakten het voor sommigen moeilijk om te doorgronden. De Duitse dichter Albrecht Schaeffer, geassocieerd met de literaire kring van Stefan George, karakteriseerde de gedichten als mystiek gezwets en bekritiseerde hun wereldse theologie als krachteloos geklets.
Ondanks deze vroege kritiek groeide de waardering voor de Duineser Elegien in de loop der tijd. Latere critici erkenden de diepgaande thema's en de vernieuwende benadering van Rilke ten aanzien van religiositeit en menselijke existentie. In 1935 betoogde criticus Hans-Rudolf Müller dat Rilke als een mysticus kon worden beschouwd en dat de gedichten behandeld konden worden als mystieke literatuur.
Het werk van Rilke, en met name de Duineser Elegien, heeft sinds de publicatie invloed gehad op vele dichters en schrijvers in de 20e eeuw. Dichters zoals Galway Kinnell, Sidney Keyes, John Ashbery, en W.H. Auden hebben hun bewondering en beïnvloeding door Rilke's werk uitgesproken. Zelfs in de wereld van de fictie werd Rilke's invloed opgemerkt, zoals te zien is in Thomas Pynchon's roman Gravity's Rainbow, waarin echo's van de Duineser Elegien terug te vinden zijn.